# Trap Street (film)
Pour l’article homonyme, voir Trap street.
Pour plus de détails, voir Fiche technique et Distribution.
Trap street (水印街, Shuǐyìn jiē) est un film chinois réalisé par Vivian Qu, sorti en 2013.

## Synopsis
Dans une rue d'une ville chinoise, un jeune topographe tombe amoureux d'une jeune fille. Mais le lendemain il se rend compte que la rue en question n'existe pas.

## Fiche technique
- Titre : Trap Street
- Titre original : 水印街 (Shuǐyìn jiē)
- Réalisation : Vivian Qu
- Scénario : Vivian Qu
- Durée : 93 minutes
- Dates de sortie : 
  - Italie : 1er septembre 2013 (Festival du film de Venise)
  - France : 13 août 2014

## Distribution
- Yulai Lu : Li Qiuming
- Wenchao He : Guan Lifen
- Yong Hou : Zhang Sheng
- Xiaofei Zhao : le père de Qiuming
- Tiejian Liu : Xie Bo
- Xinghong Li : l'interrogateur

## Commentaires
Trap Street combine le polar avec le personnage principal qui pose des caméras de surveillance, le romanesque et le politique avec l'expulsion du centre ville des populations pauvres.

## Autour du film
- Vivian Qu a été la productrice de Black Coal, Ours d'or au Festival de Berlin en 2014[3]. Le coût du film est inférieur à 300 000 euros[4].
- Le film a été tourné sans la moindre autorisation et ayant la certitude que son film ne pourra être projeté en Chine, Vivian Qu'n'a pas non plus fait de demande d'exploitation.

## Distinctions

### Récompenses
- Grand prix du jury au Festival international du film de Boston.

### Sélections
- Festival du film de Londres 2013
- Festival international du film de Toronto 2013